# Victoria County (Texas)
Das Victoria County ist ein County im Bundesstaat Texas der Vereinigten Staaten. Das U.S. Census Bureau hat bei der Volkszählung 2020 eine Einwohnerzahl von 91.319 ermittelt. Der Verwaltungssitz (County Seat) ist Victoria.

## Geographie
Das County liegt im Südwesten von Texas, etwa 40 km vor dem Golf von Mexiko und hat eine Fläche von 2302 Quadratkilometern, wovon 16 Quadratkilometer Wasserfläche sind. Es grenzt im Uhrzeigersinn an folgende Countys: Lavaca County, Jackson County, Calhoun County, Refugio County, Goliad County und DeWitt County.

## Geschichte
Victoria County wurde 1836 als Original-County gebildet. Benannt wurde es nach Guadalupe Victoria, dem ersten Präsidenten von Mexiko.

## Demografische Daten

Alterspyramide des Victoria County

Nach der Volkszählung im Jahr 2000 lebten im Victoria County 84.088 Menschen in 30.071 Haushalten und 22.192 Familien. Die Bevölkerungsdichte betrug 37 Einwohner pro Quadratkilometer. Ethnisch betrachtet setzte sich die Bevölkerung zusammen aus 74,22 Prozent Weißen, 6,30 Prozent Afroamerikanern, 0,53 Prozent amerikanischen Ureinwohnern, 0,77 Prozent Asiaten, 0,04 Prozent Bewohnern aus dem pazifischen Inselraum und 15,92 Prozent aus anderen ethnischen Gruppen; 2,22 Prozent stammten von zwei oder mehr Ethnien ab. 39,20 Prozent der Einwohner waren spanischer oder lateinamerikanischer Abstammung.
Von den 30.071 Haushalten hatten 37,2 Prozent Kinder oder Jugendliche, die mit ihnen zusammen lebten. 56,7 Prozent waren verheiratete, zusammenlebende Paare 12,7 Prozent waren allein erziehende Mütter und 26,2 Prozent waren keine Familien. 22,4 Prozent waren Singlehaushalte und in 9,1 Prozent lebten Menschen im Alter von 65 Jahren oder darüber. Die durchschnittliche Haushaltsgröße betrug 2,75 und die durchschnittliche Familiengröße betrug 3,23 Personen.
29,1 Prozent der Bevölkerung war unter 18 Jahre alt, 9,2 Prozent zwischen 18 und 24, 28,1 Prozent zwischen 25 und 44, 21,5 Prozent zwischen 45 und 64 und 12,0 Prozent waren 65 Jahre alt oder älter. Das Durchschnittsalter betrug 34 Jahre. Auf 100 weibliche Personen kamen 94,9 männliche Personen und auf 100 Frauen im Alter von 18 Jahren oder darüber kamen 91,7 Männer.
Das jährliche Durchschnittseinkommen eines Haushalts betrug 38.732 USD, das Durchschnittseinkommen einer Familie betrug 44.443 USD. Männer hatten ein Durchschnittseinkommen von 35.484 USD, Frauen 21.231 USD. Das Prokopfeinkommen betrug 18.379 USD. 10,5 Prozent der Familien und 12,9 Prozent der Einwohner lebten unterhalb der Armutsgrenze.

## Städte und Gemeinden
| - Bloomington - Cologne - Da Costa | - Guadalupe - Inez - McFaddin | - Mission Valley - Nursery - Placedo | - Raisin - Telferner - Victoria |